# Sony Ericsson W880i
Sony Ericsson W880i — музыкальный имиджевый телефон, выпускавшийся Sony Ericsson.

## Внешний вид и органы управления
Телефон собран в тонком (9,4 мм) корпусе с передней панелью из нержавеющей стали. Имеются три цветовых варианта корпуса: 
- Передняя панель цвета стали и чёрная задняя панель.
- Передняя панель цвета золота и задняя панель шоколадного оттенка.
- Чёрная передняя панель с оранжевыми клавишами и оранжевая задняя панель.

На передней панели находятся объектив передней камеры, речевой динамик, дисплей, функциональные клавиши, джойстик, телефонная клавиатура, отверстие для микрофона. На задней — объектив основной камеры и музыкальный динамик. На левой грани — разъём для зарядного устройства и кабеля передачи данных, гнездо для карты памяти Memory Stick Micro, кнопка запуска плеера, на правой — многофункциональный ползунок.

## Аккумуляторная батарея и время работы
Телефон оснащён литий-полимерной аккумуляторной батареей ёмкостью 950 мА·ч. Производителем заявлено следующее время работы:
- в режиме ожидания — до 425 ч
- в режиме разговора — до 6,5 ч
- в режиме воспроизведения музыки — до 20 ч.